# Natalia Valeeva
Natalia Valeeva (née le 15 novembre 1969 à Tîrnauca en RSS de Moldavie) est une archère soviétique, moldave et italienne.

## Biographie
Natalia Valeeva participe à cinq jeux olympiques d'été. Elle représente trois pays différents : l'équipe unifiée lors des jeux de Barcelone en 1992, compétition où elle remporte deux médailles de bronze lors des compétitions individuelle et par équipes, la Moldavie aux jeux d'Atlanta - douzième en individuelle - et l'Italie lors des jeux de Sydney en 2000, Athènes en 2004 et Pékin en 2008. Lors de ces trois dernières éditions, elle termine respectivement septième, 53e et 19e. À Pékin, elle dispute également la compétition par équipes avec l'Italie, celle-ci terminant à la cinquième place.

## Palmarès
- Jeux olympiques
  -  Médaille de bronze à l'individuel femme aux Jeux olympiques d'été de 1992 à Barcelone.
  -  Médaille de bronze à l'équipe femme aux Jeux olympiques d'été de 1992 à Barcelone.

- Championnats du monde
  -  Médaille d'or à l'individuelle femme aux Championnats du monde de 1995 à Jakarta avec la Moldavie.
  -  Médaille de bronze à l'individuelle femme aux Championnats du monde de 2003 à New York avec l'Italie.
  -  Médaille d'or à l'individuelle femme aux Championnats du monde de 2007 à Leipzig avec l'Italie.
  -  Médaille d'argent à l'équipe femme aux Championnats du monde de 2007 à Leipzig  avec l'Italie.
  -  Médaille d'or à l'équipe femme aux Championnats du monde de 2011 à Turin  avec l'Italie.

## Vie privée
Elle est mariée à Roberto Cocchi, archer italien.